# Kiszombor
Kiszombor är en ort i Ungern.   Den ligger i provinsen Csongrád-Csanád, i den centrala delen av landet, 180 km sydost om huvudstaden Budapest. Antalet invånare är 4 131.